# Suzette ou le Grand Amour
 (octobre 2021).
Suzette ou le Grand Amour est un roman graphique de Fabien Toulmé publié en 2021. Il raconte l'histoire de Suzette, une octogénaire venant de perdre son mari, qui part en Italie avec sa petite-fille dans l'espoir de retrouver son amour de jeunesse. 

## Résumé
Suzette est une octogénaire en pleine forme qui habite Bordeaux.  Elle vient juste de perdre son mari Bernard. Sa petite-fille Noémie, qui était très proche de ses grands-parents, a beaucoup de chagrin d'avoir perdu son grand-père, un chagrin que ne semble pas partager Suzette. Noémie, qui vient d'emménager avec son petit ami Hugo, souhaite en savoir davantage sur le couple que formaient ses grands-parents. Suzette lui explique que sa rencontre avec Bernard a été arrangée par ses propres parents, et que Bernard, bien qu'étant un homme gentil, un bon père et un bon grand-père, n'a pas été un très bon époux. et qu'il était infidèle. Elle ne pense pas avoir jamais été amoureuse de lui.  
Suzette explique à Noémie que le seul homme qu'elle ait sans doute jamais aimé est un certain Francesco, qu'elle a rencontré à l'âge de 23 ans, un été où elle travaillait comme jeune fille au pair dans une riche famille italienne, près de Portofino. Francesco était l'un des fils de cette famille. Ils ont éprouvé une attirance mutuelle, mais qui n'a pas débouché sur une véritable relation. Noémie essaie de convaincre sa grand-mère d'essayer de le retrouver. Des recherches préliminaires sur Internet lui ont permis de repérer deux hommes qui pourraient être le bon Francesco.    
D'abord sceptique, Suzette finit par se laisser convaincre. La grand-mère et la petite-fille partent alors ensemble pour l'Italie par la route, un voyage qui leur donne le temps de se faire quelques confidences sur leurs vies sentimentales et sexuelles. Une fois arrivées à Portofino, elles se rendent dans la maison d'un premier Francesco, qui s'avère être décédé peu auparavant. La belle maison où Suzette avait travaillé est déserte et à l'abandon. Mais le deuxième Francesco s'avère être le bon. Lui non plus n'a jamais oublié Suzette et est très heureux de la retrouver.    
Alors que Suzette et Francesco se retrouvent avec bonheur, les relations entre Noémie et Hugo se détériorent. Noémie trouve qu'Hugo donne trop la priorité à ses copains, et pas assez à son couple. Ils ont également des rythmes de vie différents car Noémie exerce une activité professionnelle (fleuriste) tandis qu'Hugo est encore étudiant (en psychologie). Noémie décide alors que leur couple n'a pas d'avenir.    
Noémie rentre seule à Bordeaux pour reprendre son travail, et Suzette reste quelques jours de plus avec Francesco. Elle téléphone ensuite à Noémie pour lui dire qu'elle va rentrer avec Francesco, qui veut découvrir l'endroit où elle vit. Hugo sonne à la porte de Noémie, et lui propose de reprendre la vie commune.    

## Personnages
- Suzette : octogénaire récemment devenue veuve, elle a été femme au foyer toute sa vie. Elle a une fille, Hélène, une petite-fille, Noémie, et un amour de jeunesse qu'elle n'a jamais oublié.
- Simone : voisine et amie de Suzette. Octogénaire elle aussi, Simone recherche activement l'amour, sur des sites de rencontre en ligne ou en allant au bal, sous le regard ironique de Suzette.
- Noémie Lassène : petite-fille de Suzette, elle est très proche de ses grands-parents, qui se sont beaucoup occupés d'elle pendant son enfance. Elle est fleuriste, et sa passion pour les fleurs lui vient sans doute de son grand-père Bernard, qui aimait beaucoup jardiner.
- Hugo : petit ami de Noémie, il vient d'emménager avec elle. Il est étudiant en psychologie, aime Noémie, mais ne veut pas renoncer à voir souvent ses copains, ce qui énerve beaucoup Noémie.
- Francesco Benedetti : amour de jeunesse de Suzette, il vit à Portofino. Il a été champion de natation et a étudié à Milan. Marié et divorcé à deux reprises, il n'a lui aussi jamais oublié Suzette.

## Choix artistiques
L'auteur "adopte un dessin stylisé, des personnages ronds, des yeux tracés d'un simple trait, des lignes faites de pleins et de déliés, évoquant plus le pinceau que la plume." Au niveau des couleurs, le bleu et l'orange dominent. 